# Щорічна міжнародна виставка
Щорі́чна міжнаро́дна ви́ставка (англ. Annual International Exhibition) — щорічна виставка досягнень науки, техніки, культури, що проводилась у Південному Кенсінгтоні в Лондоні, Велика Британія, у 1871—1874 роках.
Проведення виставок було продовженням численних подій з показу досягнень науки і техніки, проведених раніше у Великій Британії, зокрема перша Всесвітня виставка 1851 року та виставка 1862 року. Ініціатором Щорічних міжнародних виставок став Генрі Коул, що активно долучався до організації попередніх виставок.
Спершу планувалося проводити виставки щороку протягом десятиріччя. Перша виставка, проведена 1871 року, зібрала понад мільйон відвідувачів і дала прибуток у 17 тисяч фунтів стерлінгів. Однак у наступні роки кількість відвідувачів щоразу зменшувалася, проведення виставок стало збитковим. Через це після 1874 року виставки вирішили не проводити.
На Щорічних міжнародних виставках 1871—1874 років були експозиції як із Великої Британії, так і з її колоній та іноземних держав. Серед британських колоній єдиною, що брала участь в усіх чотирьох виставках, була Індія. Колоніальні експозиції акцентували на показі власної культури та повсякденного життя. На виставці 1873 року була експозиція Київського відділення Російського технічного товариства, присвячена цукровій промисловості України. За результатами виставки четверо українських цукрозаводчиків (О. Яхненко, Василь Симиренко, Микола Черіковський та Олексій Бобринський) отримали іменні медалі від комісіонерів Її Величності Королеви Великої Британії.

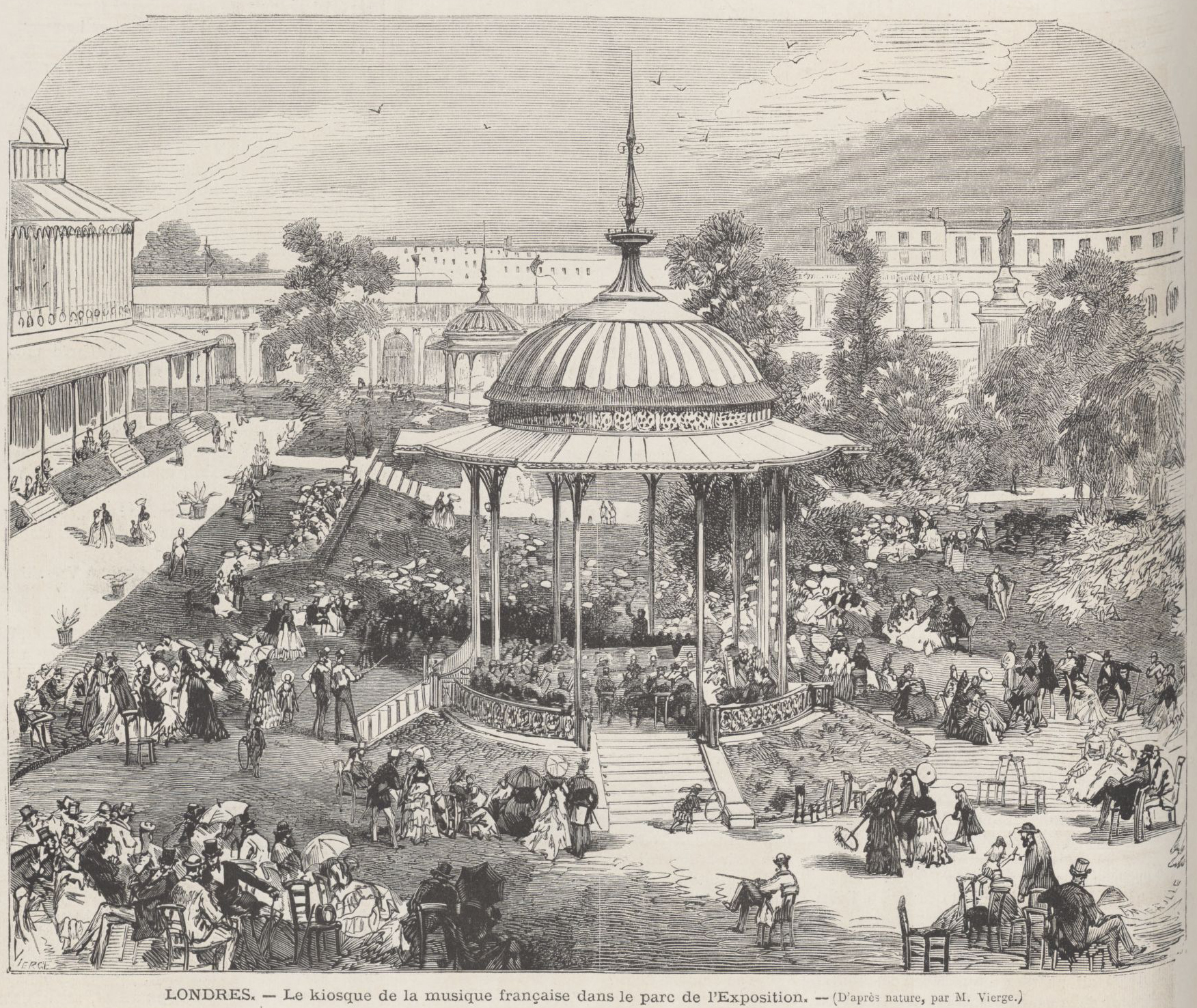
Кіоск французької музики. Виставка 1871 року
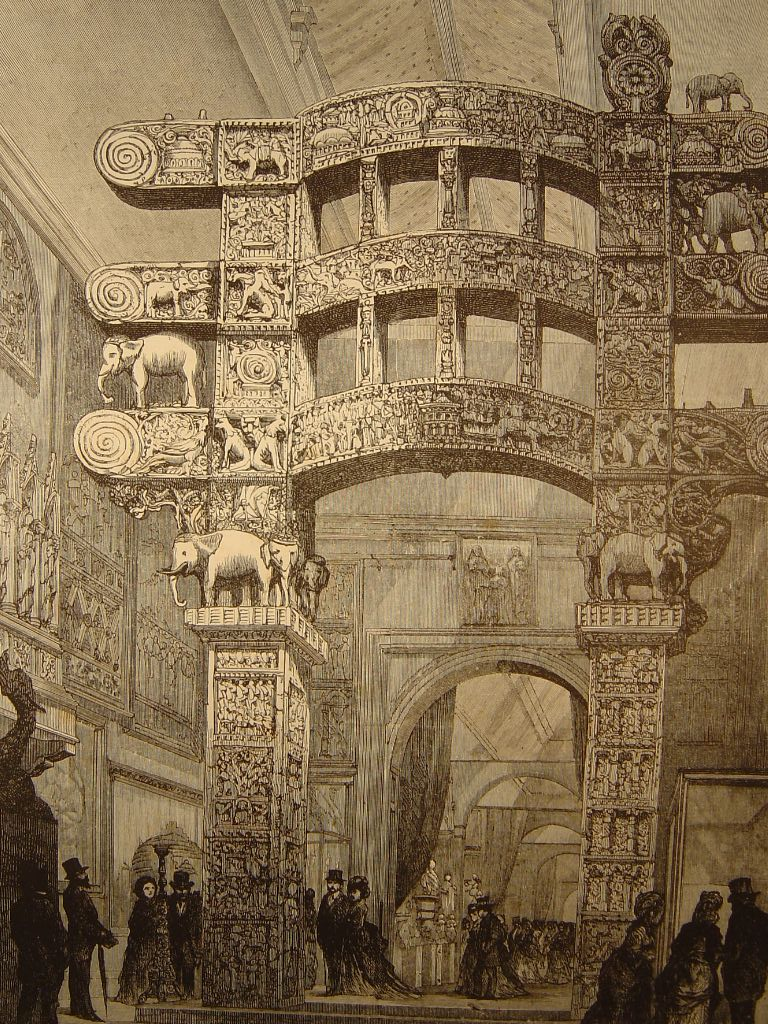
Картинна галерея. Виставка 1871 року
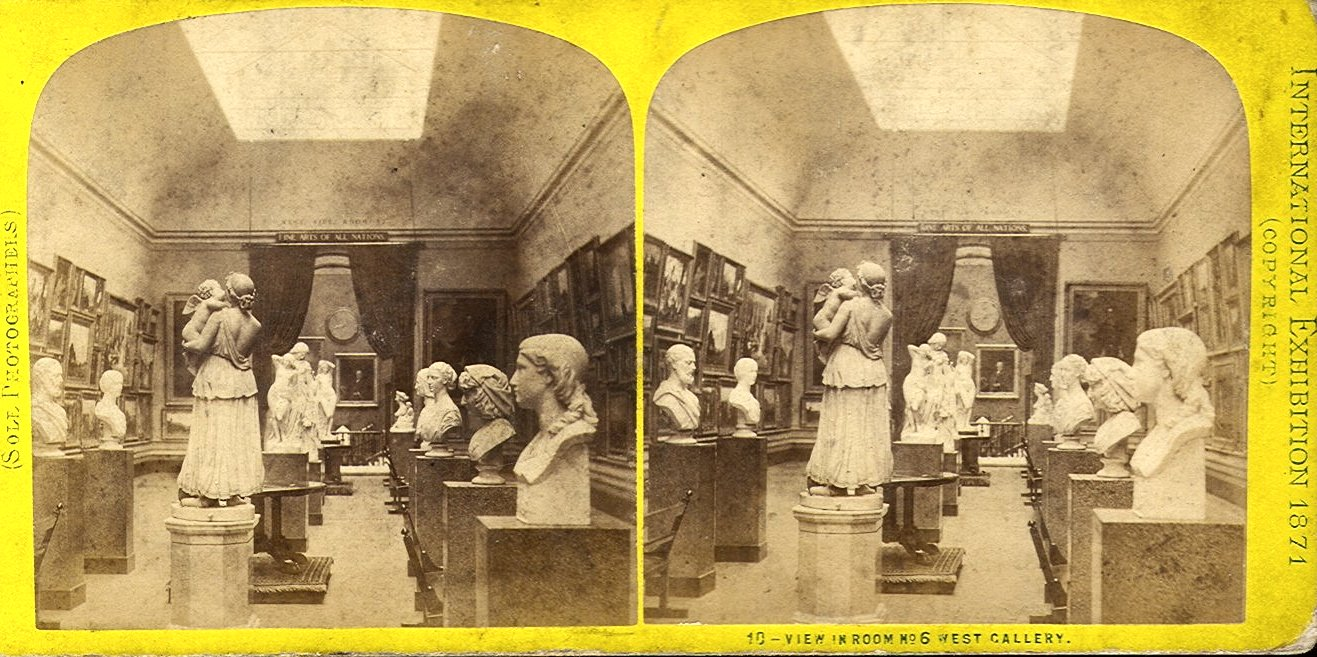
Експозиції шостої кімнати виставки 1871 року
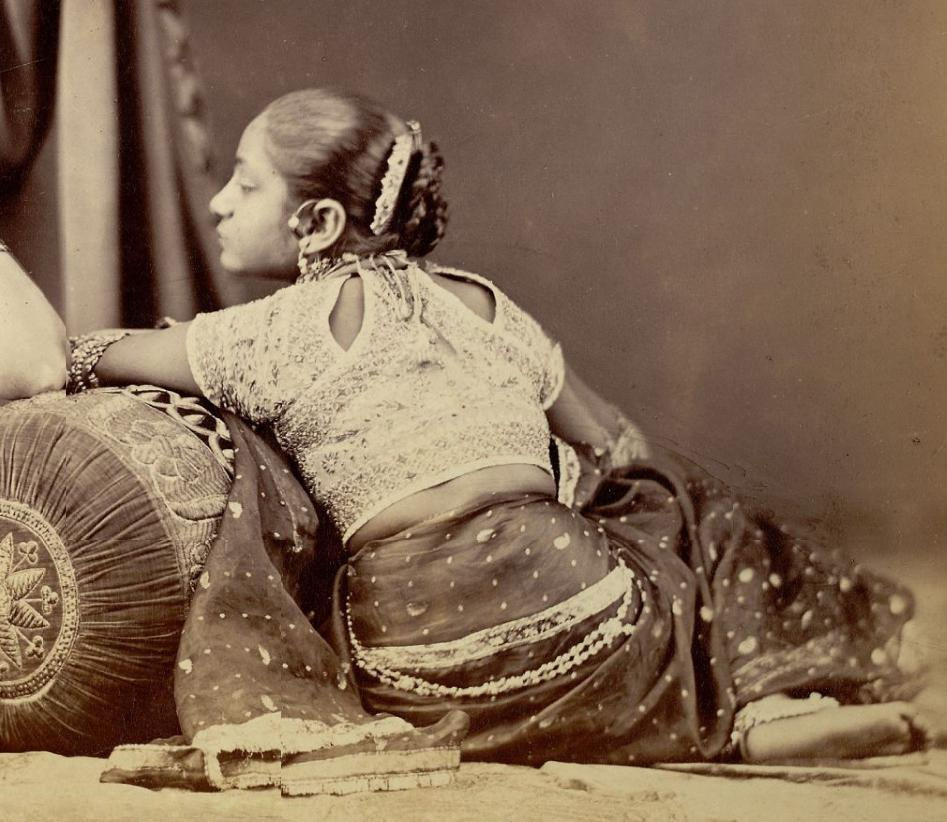
Модель в індійській блузі чолі[en] та ювелірних прикрасах. Виставка 1872 року